# 마르쿠스 (영지주의)
마르쿠스(Marcus)는 2세기의 영지주의 분파인 마르쿠스파(Marcosians)의 창시자이다. 마르쿠스는 발렌티누스의 제자였으며 마르쿠스의 교의는 발렌티누스의 가르침과 대체적으로 일치하였다. 마르쿠스의 교의에 대해 알 수 있는 자료로는 이레나이우스의 저서 《이단적 교의들에 대한 반박(i. 13–21)》에 포함된 마르쿠스와 마르쿠스파의 교의에 대한 설명이 유일하다. 이 설명에서 이레나이우스는 마르쿠스와 마르쿠스파의 교의에 대해 매우 격렬한 비판을 하고 있어 그의 설명의 공정성에는 의심의 여지가 있다. 알렉산드리아의 클레멘스는 마르쿠스에 대해 알고 있었으나 마르쿠스에 대한 언급 없이 마르쿠스의 숫자 체계를 사용하였다(《스트로마타, VI, xvi》).

## 같이 보기
- 발렌티누스 (영지주의)
- 발렌티누스파

## 참고 문헌
- 본 문서에는 현재 퍼블릭 도메인에 속한 헨리 웨이스(Henry Wace)의 《A Dictionary of Christian Biography and Literature to the End of the Sixth Century A.D., with an Account of the Principal Sects and Heresies (1911)》의 내용을 기초로 작성된 내용이 포함되어 있습니다.
- 본 문서에는 현재 퍼블릭 도메인에 속한 1913년 가톨릭 백과사전의 내용을 기초로 작성된 내용이 포함되어 있습니다.